# Friedrich Wilhelm Hemprich
Friedrich Wilhelm Hemprich (Glatz, 24 giugno 1796 – Massaua, 30 giugno 1825) è stato un naturalista ed esploratore tedesco.

## Opere
- Symbolæ physicæ. Mittler, Berlin 1828–33 pm. (co: Christian Gottfried Ehrenberg)
- Reisen in Aegypten, Libyen, Nubien und Dongola. Mittler, Berlin 1828 pm.
- Grundriß der Naturgeschichte für höhere Lehranstalten. Rücker, Berlin 1820–29 pm.